# Sint-Niklaaskerk (Ieper)

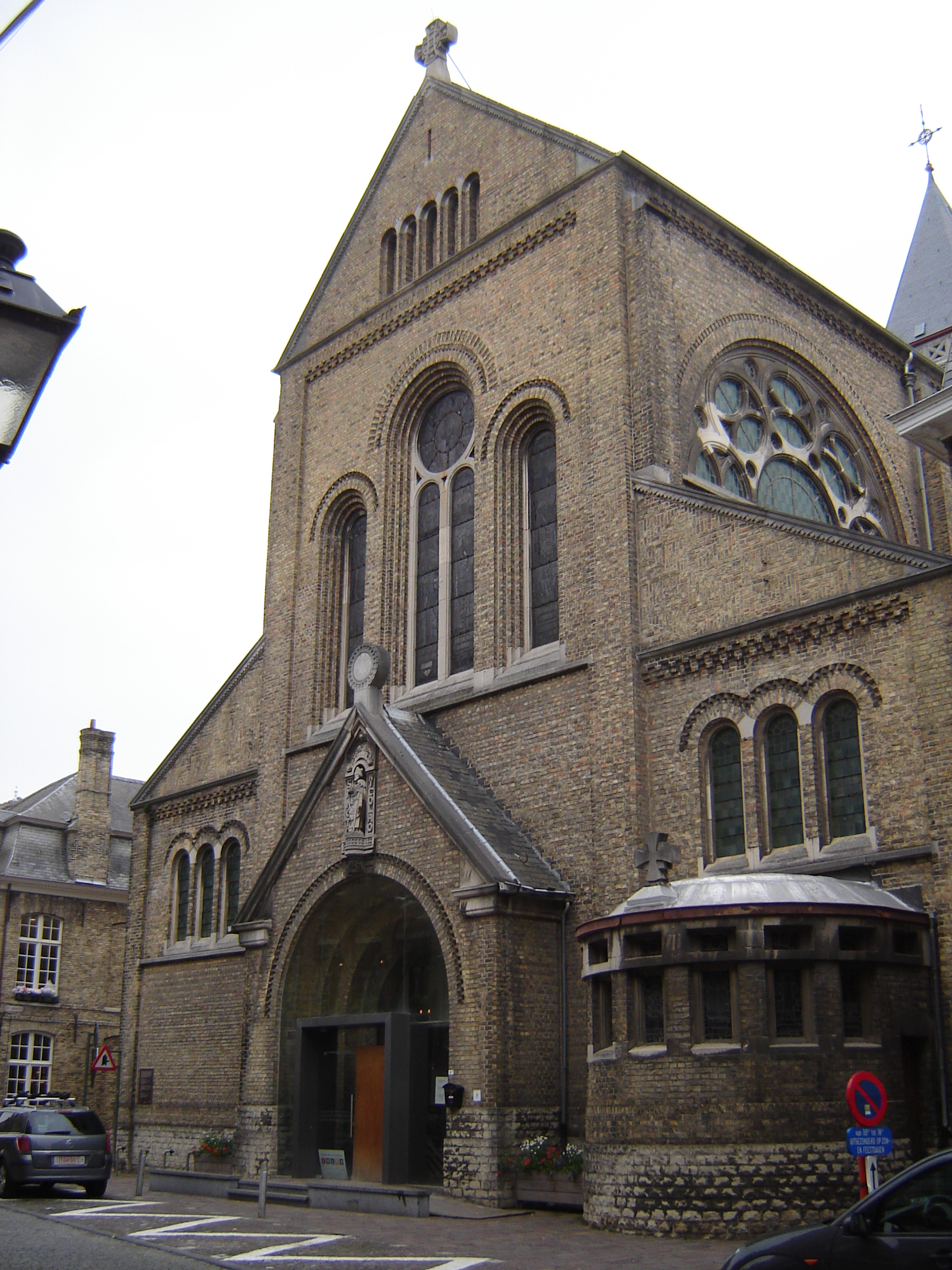
Ingang Sint-Niklaaskerk

De Sint-Niklaaskerk is een kerkgebouw in de Belgische stad Ieper. Het doet tegenwoordig dienst als Stedelijk Onderwijsmuseum.
De oorspronkelijke Sint-Niklaaskerk werd gebouwd in de 12e eeuw. Vanaf 1598 deelden de parochianen hun kerk met de benedictijnen van Sint-Jan-ten-Berg, overgekomen uit Belle. De kerk werd een aantal keer zwaar beschadigd, onder andere tijdens de beeldenstorm van 1566 en in 1794 bij de inval van de Franse revolutionairen. De kerk werd gesloten in 1797 en werd korte tijd hierna verkocht en gesloopt. Ze werd herbouwd in de jaren 1800 en gereconstrueerd na de Eerste Wereldoorlog.
De huidige kerk is een nieuwbouw in romano-byzantijnse stijl en doet maar weinig denken aan de oorspronkelijke kerk van in de 12e eeuw. De kerk werd in 1995 opgeheven als parochiekerk en doet nu dienst als onderwijsmuseum.
In het Stedelijk Onderwijsmuseum wordt de geschiedenis geschetst van het onderwijs in Vlaanderen, van de middeleeuwen tot vandaag de dag. Hiervoor worden uiteenlopende en zeldzame objecten gebruikt: leerboeken, schriften, wandplaten, handwerkjes, didactische materiaal, kunstvoorwerpen en originele foto's. Ook heeft het museum twee reconstructies van klaslokalen, één uit 1700 en één uit 1930. Voor de bezoekers is er een doe-klasje waarin men kan aanschuiven in een oude schoolbank om op een lei te krassen met een griffel.
Op 26 mei 2005 kende het Stedelijk Onderwijsmuseum een grote tegenslag toen er brand woedde. Na de brand, die de gehele dakconstructie van de kerk verwoestte, bleef het museum een tijd gesloten. De museumstukken konden gered worden met de hulp van de lokale bevolking en werden tijdelijk in een van de magazijnen van de stad Ieper geplaatst. In oktober 2007 werd het Onderwijsmuseum heropend.
Op 31 december 2016 sloot het Onderwijsmuseum definitief zijn deuren. In de zomer van 2018 opende in Ieper een nieuw stadsmuseum, waar de collecties van het Onderwijsmuseum, Stedelijk Museum en Belle Godshuis een nieuwe plek kregen.